# Petrolina (gemeente)
Petrolina is een gemeente in de Braziliaanse deelstaat Pernambuco. De gemeente telt 343.219 inwoners (schatting 2017).

## Aangrenzende gemeenten
De gemeente grenst aan Afrânio, Dormentes, Lagoa Grande, Casa Nova (BA), Juazeiro (BA) en Sobradinho (BA).